# آپارکا
آپارکا (انگلیسی: Aparekka) یک منطقه مسکونی در سری‌لانکا است.